# Харісій
Флвій Сосіпатер Харісій (IV ст. н.е.) — давньоримський граматик та коментатор.

## Життєпис
Народився у Африці. Про його тамтешнє життя достеменної інформації немає. У 361 році перебрався до Константинополя. Початок його діяльності, ймовірно як вчителя, припадає на правління імператора Юліана.

## Творчість
Основним твором Харісія є «Мистецтво граматики» у 5 книгах. Це здебільшого компіляцію більш ранніх граматиків. Водночас Харісій все ж таки зробив обробки, систематизував ці дослідження з граматики. Свою працю Харісій присвятив синові. Дотепер збереглися лише уривки цієї збірки.
Окрім того, Харісій визначається своїми цікавими коментарями п'єс Теренція.